# Mango (Inde)
Pour les articles homonymes, voir Mango.
Mango est une ville indienne et un quartier de la ville de Jamshedpur située dans l’État de Jharkhand et ayant en 2011 une population de 223 805 habitants. Elle est située de l'autre côté de la rivière Subarnarekha et est reliée à Jamshedpur par trois ponts construits côte à côte. C’est une vaste zone résidentielle en pleine expansion. Autrefois une petite ville peu peuplée du district de Purbi Singhbhum, elle est aujourd’hui un quartier en plein essor et un point chaud de l’immobilier.
Mango a le statut de « ville » selon le gouvernement, car elle fait partie de la ville principale de Jamshedpur. C’est une notified area, gérée par son propre notified area committee appelé le Mango Notified Area Committee (MNAC). Les services d’électricité sont fournis par l’organisme public JBVNL (Jharkhand Bijli Vitran Nigam Limited).
Malgré une forte croissance des infrastructures et des projets de logement, cette zone est confrontée à l’un des taux de criminalité les plus élevés de la ville de Jamshedpur. Qualifiée de « plaque tournante du crime de Jamshedpur » par des sites d'information locaux et des journalistes, cette zone a vu son taux de criminalité augmenter de manière significative depuis le début des années 2000, des quartiers comme Ulidih, Azadnagar et Shankusai (Sankosai) étant les foyers de crimes violents, notamment des vols, des fusillades et des agressions à l’arme blanche.

## Localisation
L’agglomération urbaine de Jamshedpur comprend : Jamshedpur (ville industrielle), Jamshedpur (NAC), Tata Nagar Railway Colony (en) (OG), Mango (NAC), Jugsalai (en) (M), Bagbera (en) (CT), Chhota Gobindpur (en) (CT), Haludbani (en) (CT), Sarjamda (en) (CT), Gadhra (en) (CT), Ghorabandha (en) (CT), Purihasa (en) (CT), Adityapur (en) (M Corp.), Chota Gamahria (en) (CT) et Kopali (en) (CT).

## Démographie
Avec sa reconnaissance en tant que ville industrielle dès le recensement de 1911, Jamshedpur s’est engagée sur la voie d’une croissance démographique continue, de nombreux migrants affluant en quête d’opportunités de travail. Alors que, durant les premières décennies, le noyau central se développait, les villes autour de Jamshedpur ont connu une croissance rapide dans les décennies suivantes. En 2011, l’agglomération urbaine de Jamshedpur comprenait treize centres urbains, pour une population totale de 1,3 million de personnes. Cependant, ces dernières années, l’agglomération de Jamshedpur a « manqué de la croissance et du développement observés autour d’autres villes industrielles similaires dans l’ouest et le sud de l’Inde ».
Selon le recensement de 2011, Mango comptait une population totale de 223 805 habitants, dont 115 970 (52 %) d’hommes et 107 835 (48 %) de femmes. La population âgée de 0 à 6 ans était de 29 338. Le taux d'alphabétisation à Mango est de 85,81 % de la population âgée de plus de 6 ans soit 166 870 personnes.

D’après le recensement de 2001, Mango comptait 166 091 habitants. Les hommes représentaient 53 % de la population et les femmes 47 %. Mango affichait un taux moyen d’alphabétisation de 70 %, supérieur à la moyenne nationale de 59,5 % : l’alphabétisation des hommes était de 76 % et celle des femmes de 63 %. À Mango, 14 % de la population avait moins de 6 ans.
| Religions à Mango NAC (2011) | Religions à Mango NAC (2011) | Religions à Mango NAC (2011) | Religions à Mango NAC (2011) | Religions à Mango NAC (2011) |
| ---------------------------- | ---------------------------- | ---------------------------- | ---------------------------- | ---------------------------- |
| Religion                     |                              |                              | Pourcentage                  |                              |
| Hindouisme                   | Hindouisme                   |                              | 52.34%                       | 52.34%                       |
| Islam                        | Islam                        |                              | 40.85%                       | 40.85%                       |
| Sarnaisme (en)               | Sarnaisme (en)               |                              | 2.89%                        | 2.89%                        |
| Christianisme (en)           | Christianisme (en)           |                              | 1.92%                        | 1.92%                        |
| Sikhisme                     | Sikhisme                     |                              | 1.88%                        | 1.88%                        |
| Autre ou non déclaré         | Autre ou non déclaré         |                              | 0.12%                        | 0.12%                        |

## Économie
L'économie de Mango repose principalement sur l'immobilier, dont elle constitue le plus grand pôle d’attraction. En dehors de cela, l'économie de Mango est également axée sur la fabrication, la vente et la réparation de pièces automobiles, ainsi que sur le secteur du transport. Cependant, ces dernières années, la région est également devenue une destination pour les technologies de l'information et l'externalisation des processus métiers (BPO). Aegis possède un campus à Mango qui emploie environ 2 000 personnes.
Mango compte également des industries telles que Jharkhand State Beverages Corp., Triveni Earthmovers entre autres.

## Éducation
- Al Kabir Polytechnic (en)
- Netaji Subhas University (en)
- Awadh Dental College & Hospital[8]
- Mahatma Gandhi Memorial Medical College (en)
- Karim City College (en)(campus de Mango)
- Jamshedpur Worker's College (en)
- J. K. S. College (en)
- Maryland Institute Of Technology & Management[9]
- RVS College of Engineering & Technology (en)
- Grace Bible College
- Kabir Memorial Urdu high school

## Transport
De nombreux bus et auto-rickshaws assurent régulièrement la liaison entre Sakchi, Jamshedpur et Mango. La gare ferroviaire la plus proche est Tatanagar station (en), située à une distance de 12 km.